# Liste der Senatoren der Vereinigten Staaten aus Rhode Island
Die Liste der Senatoren der Vereinigten Staaten aus Rhode Island führt alle Personen auf, die jemals für diesen Bundesstaat dem US-Senat angehört haben, nach den Senatsklassen sortiert. Dabei zeigt eine Klasse, wann dieser Senator wiedergewählt wird. Die Wahlen der Senatoren der class 1 fanden im Jahr 2024 statt, die Senatoren der class 2 wurden zuletzt im November 2020 wiedergewählt.

## Klasse 1

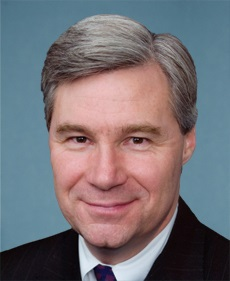
Sheldon Whitehouse

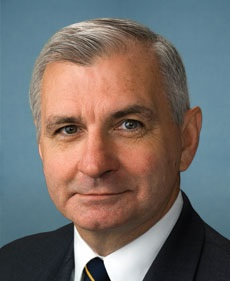
Jack Reed

Rhode Island ist seit dem 29. Mai 1790 US-Bundesstaat und hatte bis heute 27 Senatoren der class 1 im Kongress, von denen einer, Peter G. Gerry, zwei nicht unmittelbar aufeinander folgende Amtszeiten absolvierte.
| Name                       | Amtszeit  | Partei                | Lebensdaten                           |
| -------------------------- | --------- | --------------------- | ------------------------------------- |
| Theodore Foster            | 1790–1803 | Föderalist            | 29. April 1752–13. Januar 1828        |
| Samuel John Potter         | 1803–1804 | Democratic Republican | 29. Juni 1753–14. Oktober 1804        |
| Benjamin Howland           | 1804–1809 | Democratic Republican | 27. Juli 1755–1. Mai 1821             |
| Francis Malbone            | 1809      | Föderalist            | 20. März 1759–4. Juni 1809            |
| Christopher Grant Champlin | 1809–1811 | Föderalist            | 12. April 1768–18. März 1840          |
| William Hunter             | 1811–1821 | Föderalist            | 26. November 1774–3. Dezember 1849    |
| James De Wolf              | 1821–1825 | Democratic Republican | 18. März 1764–21. Dezember 1837       |
| Asher Robbins              | 1825–1839 | Whig                  | 26. Oktober 1757–25. Februar 1845     |
| Nathan Fellows Dixon       | 1839–1842 | Whig                  | 13. Dezember 1774–29. Januar 1842     |
| William Sprague III        | 1842–1844 | Whig                  | 3. November 1799–19. Oktober 1856     |
| John Brown Francis         | 1844–1845 | Law and Order Party   | 31. Mai 1791–9. August 1864           |
| Albert Collins Greene      | 1845–1851 | Whig                  | 15. April 1792–8. Januar 1863         |
| Charles Tillinghast James  | 1851–1857 | Demokrat              | 15. September 1805–17. Oktober 1862   |
| James Fowler Simmons       | 1857–1862 | Republikaner          | 10. September 1795–10. Juli 1864      |
| Samuel Greene Arnold       | 1862–1863 | Republikaner          | 12. April 1821–14. Februar 1880       |
| William Sprague IV         | 1863–1875 | Republikaner          | 12. September 1830–11. September 1915 |
| Ambrose Everett Burnside   | 1875–1881 | Republikaner          | 23. Mai 1824–13. September 1881       |
| Nelson Wilmarth Aldrich    | 1881–1911 | Republikaner          | 6. November 1841–16. April 1915       |
| Henry Frederick Lippitt    | 1911–1917 | Republikaner          | 12. Oktober 1856–28. Dezember 1933    |
| Peter Goelet Gerry         | 1917–1929 | Demokrat              | 18. September 1879–31. Oktober 1957   |
| Felix Hebert               | 1929–1935 | Republikaner          | 11. Dezember 1874–14. Dezember 1969   |
| Peter Goelet Gerry         | 1935–1947 | Demokrat              | 18. September 1879–31. Oktober 1957   |
| James Howard McGrath       | 1947–1949 | Demokrat              | 28. November 1903–2. September 1966   |
| Edward Laurence Leahy      | 1949–1950 | Demokrat              | 9. Februar 1886–22. Juli 1953         |
| John Orlando Pastore       | 1950–1977 | Demokrat              | 17. März 1907–15. Juli 2000           |
| John Lester Hubbard Chafee | 1977–1999 | Republikaner          | 22. Oktober 1922–24. Oktober 1999     |
| Lincoln Davenport Chafee   | 1999–2007 | Republikaner          | * 26. März 1953                       |
| Sheldon Whitehouse         | seit 2007 | Demokrat              | * 20. Oktober 1955                    |

## Klasse 2
Rhode Island stellte bis heute 22 Senatoren der class 2.
| Name                    | Amtszeit  | Partei                | Lebensdaten                         |
| ----------------------- | --------- | --------------------- | ----------------------------------- |
| Joseph Stanton Jr.      | 1790–1793 | parteilos             | 19. Juli 1739–1807                  |
| William Bradford        | 1793–1797 | Föderalist            | 4. November 1729–6. Juli 1808       |
| Ray Greene              | 1797–1801 | Föderalist            | 2. Februar 1765–11. Januar 1849     |
| Christopher Ellery      | 1801–1805 | Democratic Republican | 1. November 1768–2. Dezember 1840   |
| James Fenner            | 1805–1807 | Democratic Republican | 22. Januar 1771–17. April 1846      |
| Elisha Mathewson        | 1807–1811 | Democratic Republican | 18. April 1767–14. Oktober 1853     |
| Jeremiah Brown Howell   | 1811–1817 | Democratic Republican | 28. August 1771–5. Februar 1822     |
| James Burrill           | 1817–1820 | Föderalist            | 25. April 1772–25. Dezember 1820    |
| Nehemiah Rice Knight1   | 1821–1841 | Democratic Republican | 31. Dezember 1780–18. April 1854    |
| James Fowler Simmons    | 1841–1847 | Whig                  | 10. September 1795–10. Juli 1864    |
| John Hopkins Clarke     | 1847–1853 | Whig                  | 1. April 1789–23. November 1870     |
| Philip Allen            | 1853–1859 | Demokrat              | 1. September 1785–16. Dezember 1865 |
| Henry Bowen Anthony     | 1859–1884 | Republikaner          | 1. April 1815–2. September 1884     |
| William Paine Sheffield | 1884–1885 | Republikaner          | 30. August 1820–2. Juni 1907        |
| Jonathan Chace          | 1885–1889 | Republikaner          | 22. Juli 1829–30. Juni 1917         |
| Nathan Fellows Dixon    | 1889–1895 | Republikaner          | 28. August 1847–8. November 1897    |
| George Peabody Wetmore  | 1895–1913 | Republikaner          | 2. August 1846–11. September 1921   |
| LeBaron Bradford Colt   | 1913–1924 | Republikaner          | 25. Juni 1846–18. August 1924       |
| Jesse Houghton Metcalf  | 1924–1937 | Republikaner          | 16. November 1860–9. Oktober 1942   |
| Theodore Francis Green  | 1937–1961 | Demokrat              | 2. Oktober 1867–19. Mai 1966        |
| Claiborne de Borda Pell | 1961–1997 | Demokrat              | 22. November 1918–1. Januar 2009    |
| John Francis Reed       | seit 1997 | Demokrat              | * 12. November 1949                 |

1 Knight gehörte ab 1835 der Whig Party an.